# Ocellularia crispata
Ocellularia crispata är en lavart som beskrevs av Johannes Müller Argoviensis 1895. 
Ocellularia crispata ingår i släktet Ocellularia och familjen Thelotremataceae. Inga underarter finns listade i Catalogue of Life.